# Crvenoglavi bazilisk
Crvenoglavi bazilisk (lat. Basiliscus galeritus) je vrsta baziliska koja živi u Južnoj Americi. 

## Opis
Dug je do 40 centimetara. Tijelo mu je maslinasto-zelene boje, s crvenkastosmeđim podtrbušnim dijelom. Grlo je bijele do žute boje, a na leđima mu je mala grba, koja podsjeća na onu mladunaca zelene iguane. Ima uske bijele pruge s bočnih strana tijela. Nema leđnih zalistaka.  Ženka polaže 8-18 jaja po svakom gniježdenju, a crvenoglavi bazilisci su poznati po tome da se gnijezde više puta, oko 4-5 po sezoni. 
Odrasli mužjaci imaju na glavi okrugli zalistak/grbu. Osim toga, imaju crvenkastu glavu. Mogu narasti do duljine od jednog metra, a najveći dio duljine tijela čini njegov dugi rep. Ima ukrasne leđne i repne "peraje" koje mu daju egzotičniji i privlačniji izgled. Ženke su relativno manje i za razliku od mužjaka, nemaju ukrasne "peraje". 
Crvenoglavi bazilisk prehranjuje se šturcima, brašnarom, resičarima, skakavcima i paucima.

## Rasprostranjenost
Nastanjuje zapadnu Kolumbiju, Ekvador, Kostariki i Panami, sve do Srednje Amerike. Obitava u tropskim kišnim šumama i području rijeka.
Može se naći u Nacionalnom parku otoka Gorgona u Kolumbiji. Ova vrsta nije autohtona u parku, i na taj način ugrožava autohtone vrste koje se nalaze unutar tog parka, kao što je plavi anolis (Anolis gorgonae), vrsta koja je endemična na otoku Gorgona. 